# Atentat
Atentat (lat. attentare – »pokušati«) čin je nasilja s ciljem ubojstva ili ozljeđivanja osobe ili skupine. U većini slučajeva atentati su politički, ideološki ili religiozno motivirani. U nekim slučajevima mogu i ekonomski interesi ili duševna bolest biti razlog takvih čina.[nedostaje izvor]
U najširem smislu znači protupravni napad na život, imanje ili čast nekoga. 
Politički motivirani napadi, posebno na istaknute žrtve, mogu imati dalekosežne posljedice. Ubojstvo Julija Cezara rezultiralo je građanskim ratom, a sarajevski atentat pokrenuo je Prvi svjetski rat. Fatalni pokušaj atentata na izraelskog premijera Yitzhaka Rabina zaustavio je mirovni proces na Bliskom Istoku 1995. godine.
U užem smislu se pod pojmom atentat podrazumijeva fizički napad, odnosno ubojstvo ili pokušaj ubojstva poznate osobe, najčešće one koja ima izuzetnu političku, ekonomsku, kulturnu ili vojnu važnost u nekoj državi, društvu ili svijetu. Takvo ubojstvo se po pravilu čini s predumišljajem. Atentatori mogu biti naručeni, odnosno profesionalne ubojice, ali i osobe fanatičnih uvjerenja kao i osobe na čije motive utječe duševna bolest.
Uz pojam atentat se u posljednje vrijeme veže eufemizam ciljano ubojstvo ili vansudsko pogubljenje odnosno atentati koje vojne, policijske i obavještajne snage nekih država provode protiv vodećih predstavnika terorističkih i subverzivnih organizacija.

## Razlike
Razlika između smaknuća političkih protivnika i atentata je sljedeća: pogubljenje političkih protivnika može se promatrati kao političko ubojstvo. Međutim, ako to nalažu državni organi (naredba smrtne kazne), to daje procesu barem površno ili pseudo-legalnost. Atentat se, s druge strane, uglavnom smatra nezakonitim činom.
Jedina iznimka je pravo na otpor, koje u nekim ustavima građanima daje pravo na nasilan otpor u borbi protiv diktatorske vlasti. To moze uključiti ubojstvo tirana kao posljednje sredstvo otpora protiv diktatora.

## »Pokušaj atentata«– napomena
Često se za neuspjeli atentat kaže »pokušaj atentata«, no to je pogrešno. Naime, atentat već znači pokušaj ubojstva (direktni napad) pa bi pokušaj atentata zapravo bio svaki onaj događaj u kojem se atentatora spriječilo da uopće izvede napad, odnosno bio bi to svaki onaj događaj u kome se sâm čin atentata nije ni dogodio.

## Povezano
- Likvidacija
- Popis poznatih atentata